# Dolenje Brdo
Dolenje Brdo este o localitate din comuna Gorenja vas - Poljane, Slovenia, cu o populație de 78 de locuitori.